# Bartomeu Sbert Barceló
Bartomeu Sbert Barceló (1933, Llucmajor, Mallorca - 2017, Llucmajor) fou un periodista i escriptor mallorquí.
Bartomeu Sbert, de professió policia local, fou estat corresponsal dels diaris Baleares i Última Hora en temes esportius. Quant a les seves obres literàries s'ha dedicat a la poesia i a la història dels nuclis costaners del municipi de Llucmajor. Ha participat, com especialista en temes esportius, en la Gran Enciclopèdia de Mallorca.

## Obres
- Cançons amb amistat del 1993. Llibre de poemes
- La transformació moderna de s'Arenal de 1990.
- S'Estanyol entre lo pintoresc i el progrés de 1992.
- Historia del Unión Deportiva Arenal. Bodas de plata de su fundación (1970-95) de 1995.
- Una evolución turística. Historia de la Playa de Palma 1900-2000 del 2002.
- Llucmajor, una finestra oberta al món del 2006. Pregó de les Fires de Llucmajor del 2005.